# Christine and the Queens
Héloïse Letissier (født 1. juni 1988 i Nantes) er en fransk sanger og singer-songwriter, bedre kendt som Christine and the Queens.

## Biografi
Han stammer oprindeligt fra Saint-Sébastien-sur-Loire i Nantes' forstæder, hvor han gik i gymnasiet. I Paris tog han adgangsprøve i litteratur til École normale supérieure de Lyon, hvor han studerede teatervidenskab. Han vendte tilbage til Paris i 2010, for at færdiggøre sine studier og arbejde på sit projekt omkring Christine and the Queens, som skulle være en blanding af musik, performance, video, tegning og fotografi. Projektet så dagens lys i slutningen af 2010 i London, hvor Héloïse Letissier kom i kontakt med de drag queens, som i dag er inspirationskilde til hans kreationer. Som fan af David Bowie, tillagde han sig et androgynt udseende.
Efter at han i 2011 var blevet opdaget af Marc Lumbroso fra Remark Records, udgav han sin første EP med titlen Miséricorde, efterfulgt af hans anden EP i 2012, der kom til at hedde Mac Abbey. Christine and the Queens spillede i flere omgange som opvarmning for navne som  Lykke Li, The Dø, Woodkid og i 2013 for Lilly Wood and the Prick og Gaëtan Roussel. Han komponerer selv alt sit materiale, som han opfører i en blanding af teater, dans og sang i samme genre som Laurie Anderson.
I 2012 vandt han prisen « Découverte » (fransk: opdagelse) ved musikfestivalen Printemps de Bourges og prisen « Premières Francos » ved festivalen Francofolies. I samme efterår underskrev han en kontrakt med det franske indie pladeselskab Because Music. Samtidig indførte han dansere i stageshow. Hans tredje EP, Nuit 17 à 52, udkom 3 juni 2013. Hans musikstil beskrives som regel som éléctro-pop.
Christine and the Queens var nomineret til prisen Victoires de la musique 2014 i kategorien Årets opdagelse. Ved showet i forbindelse med prisuddelingen optrådte han med Nuit 17 à 52. I 2014 var han opvarmning til koncerterne med Stromae, i Genève den 26. marts, i Nice den 27. marts og i Pau den 29. marts. Hans første album, Chaleur humaine, udkom den 2. juni. 
Den 7. november 2014 debuterede Christine and the queens i Danmark, ved en koncert i DR's koncerthus.
Hans album Chaleur Humaine opnåede guldstatus den 2. oktober 2014.

## Discografi

### Studiealbum
Chaleur humaine (2014)
1. It
2. Saint Claude
3. Christine
4. Science fiction
5. Paradis perdus
6. Half Ladies
7. Chaleur humaine
8. Narcissus is Back
9. Ugly-pretty
10. Nuit 17 à 52
11. Here

### EP
Miséricorde (2011)
1. It
2. Twist of Fate
3. Be Freaky
4. Who is it (reprise de la chanson de Michael Jackson)
5. Kiss My Krass

Mac Abbey (2012)
1. Cripple
2. Narcissus is Back
3. Amazoniaque
4. Safe and Holy
5. Drifter

Nuit 17 à 52 (2013)
1. The Loving Cup
2. Nuit 17 à 52
3. Starshipper
4. Wandering Lovers
5. Photos Souvenirs

## Ekstern henvisning
- Christine and the queens hjemmeside
- Christine and the Queens på DR musik
- Christine and the Queens på Allmusic
- Christine and the Queens på Discogs
- Christine and the Queens på Discogs
- Christine and the Queens på MusicBrainz
- Christine and the Queens på MusicBrainz
- Christine and the Queens på Myspace
- Christine and the Queens på SoundCloud